# Aulacorhynchus huallagae
Aulacorhynchus huallagae là một loài chim trong họ Ramphastidae.